# Ибн Кудама аль-Макдиси
Мува́ффак ад-Дин Абу́ Муха́ммад Абдулла́х ибн А́хмад аль-Макди́си, более известный как Ибн Куда́ма (араб. ابن قدامة‎;
1146, Джаммаил, Иерусалимское королевство — 7 июля 1223, Дамаск, совр. Сирия) — исламский богослов, правовед (факих) ханбалитского мазхаба.

## Биография
Его полное имя Муваффакуддин Абдуллах ибн Ахмад ибн Мухаммад ибн Микдам ибн Наср ибн Абдуллах аль-Макдиси ад-Димашки ас-Салихи. Он родился в 1146 году в Джаммаиле. В 1156 году переехал вместе с семьёй в Дамаск. Там он выучил наизусть Коран и начал заниматься хадисоведением. В 1165 году вместе со своим двоюродным братом Абдул-Гани совершил поездку в Ирак. В 1167 году он совершил паломничество в Мекку (хадж). В 1171 году он второй раз поехал в Ирак. В Багдаде он стал специалистом по ханбалитскому мазхабу и вероучению имама Ахмада.
Ибн Кудама был всесторонне развитым, выносил богословско-правовые заключения (фетвы) и вёл диспуты по широкому кругу вопросов. Имел приятный облик, был наделён физической силой. Был скромным и щедрым, обладал способностями неестественного восприятия информации (мукашафа). Много читал Коран, часто постился и исполнял дополнительные молитвы (намазы) .
Вместе с шейхом Аммадом руководил молитвой в ханбалитском михрабе мечети Омейядов. После смерти ‘Аммада он остался единственным на этой должности. В его отсутствие, молитвой руководил Абдуррахман ибн аль-Хафиз.
Основным же местом его жительства был его дом у горы Касьюн. Иногда, после ночной молитвы, он отправлялся на гору.
Ибн Кудама покинул Дамаск для того, чтобы присоединиться к Салахуддину аль-Айюби (Саладину) в его походе против франков в 1187 году.
Ибн Кудама умер в субботу в День Разговения 1223 года. На его похоронах присутствовало большое количество людей.
Все его дети умерли ещё при его жизни. Только у его сына Исы было двое детей, но и те впоследствии умерли, прервав родословную шейха.

## Учителя
Среди учителей Ибн Кудамы такие известные богословы своего времени:
- Абдул-Кадир аль-Джилани (Багдад)[6]
- Абу аль-Макарим ибн Хилал (Сирия)
- Абуль-Фадл ат-Туси (Ирак)
- Аль-Мубарак ибн на-Таббах (Мекка)

## Труды
Ибн Кудамы является автором большого числа книг. Наиболее известные из них
- «аль-Мугни» — комментарий к «мухатасару» аль-Хараки
- «аль-Кафи»
- «аль-Мукни’» — предназначена для заучивания
- «ар-Рауда» — книга по основам фикха[4].
- «Тахрим ан-Назар» — опровержение спекулятивной теологии, критика Ибн Акиля.
- «Люмат аль-Итикад»
- «аль-Кадар»
- «Дам ат-Тавиль»
- «аль-Улюв»
- «Равдат ан-Надир»
- «ар-Рукка валь-Букаа»
- «ат-Таваабин»
- «Мухтасар Иляль аль-хадис лиль-хиляль»

## Цитаты об Ибн Кудаме
- Абу Амр ибн ас-Салах: «Я не видел никого подобного аш-Шейху Муваффаку (Ибн Кудаме)»[7].
- Имам аль-Мунзири: «Он был Факихом, Имамом, он рассказывал хадисы в Дамаске, он давал фетвы, проводил уроки, он написал книги по Фикху и другим предметам…»[8]. (,)
- Имам аз-Захаби: «Он был одним из знаменитых имамов и автором многих книг»[9].